# Twierdzenie Kuratowskiego-Steinhausa (teoria miary)
Twierdzenie Kuratowskiego-Steinhausa – twierdzenie teorii miary mówiące o pewnej własności miary Lebesgue’a, związanej z niezmienniczością tej miary ze względu na przesunięcia.

## Twierdzenie
Mając dany podział przestrzeni {\displaystyle \mathbb {R} ^{n}} na sektory {\displaystyle S_{1},\dots ,S_{n+1}} oraz ograniczony podzbiór {\displaystyle A\subseteq \mathbb {R} ^{n}} mierzalny, o mierze dodatniej, można tak go przesunąć, by jego przekroje z sektorami miały miary w danej z góry proporcji. Innymi słowy dla dowolnych liczb nieujemnych {\displaystyle \alpha _{1},\dots ,\alpha _{n+1}} takich, że
{\displaystyle \alpha _{1}+\ldots +\ldots \alpha _{n+1}=1}
istnieje taki wektor {\displaystyle x\in \mathbb {R} ^{n},} że
{\displaystyle \alpha _{j}={\frac {l_{n}((A+x)\cap S_{j})}{l_{n}(A)}}}
dla {\displaystyle j\leqslant n+1,} gdzie {\displaystyle l_{n}} oznacza {\displaystyle n}-wymiarową miarę Lebesgue’a.

### Komentarze
Dowód podany przez Kuratowskiego i Steinhausa oparty jest na twierdzeniu Brouwera o punkcie stałym. Karol Borsuk podał inny dowód tego twierdzenia w oparciu o twierdzenie Borsuka-Ulama.